# Bioacústica
La bioacústica és una branca de la ciència relacionada amb diferents disciplines científiques que investiga la producció i recepció de sons biològics (inclosos aquells que produeix i processa l'ésser humà), els mecanismes de transferència de la informació biològica per vincles acústics i la seva propagació en medis elàstics. La bioacústica analitza també els òrgans de l'audició, així com l'aparell de fonació i els processos fisiològics i neurofisiològics a través dels quals els sons o senyals acústics són produïts, rebuts i finalment processats a nivell del sistema nerviós central. Així mateix, la bioacústica intenta entendre les relacions entre les característiques dels sons que produeix un animal i la natura del medi en el qual s'utilitzen, així com les funcions per les quals estan dissenyats. Finalment, la bioacústica inclou tècniques associades al sonar instrumental i biològic pel seu ús en el seguiment de poblacions, en mecanismes d'identificació i comunicació; d'aquesta manera representa un mètode per assessorar i controlar els efectes del soroll produït per les activitats humanes sobre les poblacions animals.

## Desenvolupament de la bioacústica
Tot i que des del segle xix hi ha un interès en la gravació de sons naturals no és fins a mitjans del segle xx, amb la revolució tecnològica dels aparells d'enregistrament i emmagatzematge de sons, 

que han fet d'aquesta disciplina un pilar bàsic per la taxonomia i els estudis sobre biodiversitat, fins al punt d'utilitzar la bioacústica per estudiar insectes, amfibis, aus i mamífers.

La bioacústica permet diferenciar les varietats dialectals entre comunitats animals d'una mateixa espècie distribuïda en diferents regions, així com la distinció d'individus d'una mateixa comunitat. Tot i que el desenvolupament més important es troba en el fet de descobrir noves espècies en indrets amb dificultat per poder observar la biodiversitat existent al lloc d'estudi (medi marí, boscos i selves),